# Paronuphis antarctica
Paronuphis antarctica är en ringmaskart som först beskrevs av Monro 1930.  Paronuphis antarctica ingår i släktet Paronuphis och familjen Onuphidae. Inga underarter finns listade i Catalogue of Life.